# Macheren
Macheren é uma comuna francesa na região administrativa de Grande Leste, no departamento de Mosela. Estende-se por uma área de 16,95 km². Em 2010 a comuna tinha 2 828 habitantes (densidade: 166,8 hab./km²).